# Melanotus abietinus
Melanotus abietinus là một loài bọ cánh cứng trong họ Elateridae. Loài này được Gistel miêu tả khoa học năm 1857.